# Grand Isle (Maine)
Grand Isle ist eine Town im Aroostook County des Bundesstaates Maine in den Vereinigten Staaten. Im Jahr 2020 lebten dort 366 Einwohner in 248 Haushalten auf einer Fläche von 91,6 km². Grand Isle liegt direkt an der Grenze zu Kanada.

## Geographie
Nach dem United States Census Bureau hat Grand Isle eine Gesamtfläche von 91,63 km², von der 89,59 km² Land sind und 2,05 km² aus Gewässern bestehen.

### Geographische Lage
Grand Isle liegt im Norden des Aroostook Countys an der Grenze zu Kanada. Die Grenze bildet der Saint John River an dessen südlichem Ufer das Gebiet der Town liegt. Der Name Grand Isle geht auf die größere der zwei Inseln im Saint John River Grand Isle zurück, die weiter westlich liegende Insel trägt den Namen Thibodeau Island. Mehrere kleinere Flüsse durchziehen das Gebiet, sie alle münden im Saint John River. Zwei größere Seen gibt es auf dem Gebiet der Town, einer im Osten, der andere befindet sich im Westen. Der Long Lake liegt südwestlich der Town. Die Oberfläche der Town ist eher eben, höchste Erhebung ist der 325 m hohe Cold Mountain.

### Nachbargemeinden
Alle Entfernungen sind als Luftlinien zwischen den offiziellen Koordinaten der Orte aus der Volkszählung 2010 angegeben.
- Norden: Rivière-Verte, New Brunswick, Kanada, 2,9 km
- Nordosten: Saint-André, New Brunswick, Kanada, 42,4 km
- Osten: Van Buren, 14,6 km
- Süden: Unorganized Territory Square Lake, 26,1 km
- Westen: Madawaska, 13,0 km

### Stadtgliederung
Auf dem Gebiet von Grand Isle befinden sich mehrere Siedlungsgebiete: Grand Isle, Lille, Lower Grant Isle, Notre Dame, West Van Buren (ehemaliges Postamt von Grand Isle).

### Klima
Die mittlere Durchschnittstemperatur in Grand Isle liegt zwischen −13,3 °C (8° Fahrenheit) im Januar und 16,7 °C (62° Fahrenheit) im Juli. Damit ist der Ort gegenüber dem langjährigen Mittel der USA um etwa 10 Grad kühler. Die Schneefälle zwischen Oktober und Mai liegen mit über fünfeinhalb Metern knapp doppelt so hoch wie die mittlere Schneehöhe in den USA, die tägliche Sonnenscheindauer liegt am unteren Rand des Wertespektrums der USA.

## Geschichte
Der Ort Grand Isle hat außer dem Hauptort gleichen Namens noch zwei zugehörige Dörfer: Lille, nicht ganz 5 km östlich des Hauptortes am U.S. Highway 1 gelegen, und Notre Dame, das noch weiter östlich liegt. Die Staatsgrenze zu Kanada verläuft entlang des St. John River, der U.S. Highway 1 und die Eisenbahnlinie laufen auf der US-Seite parallel dazu durch den Ort.
Die Our Lady of Mount Carmel Catholic Church ist ein unter Denkmalschutz stehendes Gebäude in Grand Isle. Sie wurde 1973 ins National Register of Historic Places unter der Register-Nummer 73000100 aufgenommen. Heute befindet sich in dem Gebäude das  Musée Culturel du Mont-Carmel, ein Heimatmuseum. Die ehemalige katholische Kirche Our Lady of Mount Carmel, ist eine der wenigen erhaltenen akadischen Kirchen aus dem 19. Jahrhundert im Norden von Maine.

### Einwohnerentwicklung
| Volkszählungsergebnisse – Town of Grand Isle, Maine | Volkszählungsergebnisse – Town of Grand Isle, Maine | Volkszählungsergebnisse – Town of Grand Isle, Maine | Volkszählungsergebnisse – Town of Grand Isle, Maine | Volkszählungsergebnisse – Town of Grand Isle, Maine | Volkszählungsergebnisse – Town of Grand Isle, Maine | Volkszählungsergebnisse – Town of Grand Isle, Maine | Volkszählungsergebnisse – Town of Grand Isle, Maine | Volkszählungsergebnisse – Town of Grand Isle, Maine | Volkszählungsergebnisse – Town of Grand Isle, Maine | Volkszählungsergebnisse – Town of Grand Isle, Maine |
| Jahr                                                | 1800                                                | 1810                                                | 1820                                                | 1830                                                | 1840                                                | 1850                                                | 1860                                                | 1870                                                | 1880                                                | 1890                                                |
| --------------------------------------------------- | --------------------------------------------------- | --------------------------------------------------- | --------------------------------------------------- | --------------------------------------------------- | --------------------------------------------------- | --------------------------------------------------- | --------------------------------------------------- | --------------------------------------------------- | --------------------------------------------------- | --------------------------------------------------- |
| Einwohner                                           |                                                     |                                                     |                                                     |                                                     |                                                     |                                                     | 545                                                 | 688                                                 | 847                                                 | 964                                                 |
| Jahr                                                | 1900                                                | 1910                                                | 1920                                                | 1930                                                | 1940                                                | 1950                                                | 1960                                                | 1970                                                | 1980                                                | 1990                                                |
| Einwohner                                           | 1104                                                | 1317                                                | 1352                                                | 1408                                                | 1574                                                | 1230                                                | 978                                                 | 797                                                 | 719                                                 | 558                                                 |
| Jahr                                                | 2000                                                | 2010                                                | 2020                                                | 2030                                                | 2040                                                | 2050                                                | 2060                                                | 2070                                                | 2080                                                | 2090                                                |
| Einwohner                                           | 518                                                 | 467                                                 | 366                                                 |                                                     |                                                     |                                                     |                                                     |                                                     |                                                     |                                                     |

## Wirtschaft und Infrastruktur

### Verkehr
Durch die Town führt der U.S. Highway 1, der sich nach Süden in Richtung Van Buren und nach Norden in Richtung Madawaska fortsetzt.

### Öffentliche Einrichtungen
Grand Isle besitzt keine eigene Bücherei. Die nächstgelegene Bücherei ist die Abel J. Morneault Memorial Library in Van Buren.
Die nächstgelegenen Krankenhäuser für die Bewohner von Grand Isle befinden sich in Madawaska und Van Buren.

### Bildung
Grand Isle gehört mit Madawaska zum Madawaska School Department.
Im Schulbezirk werden den Schulkindern mehrere Schulen angeboten:
- Madawaska Elementary School in Madawaska
- Madawaska Middle/High School in Madawaska